# Asyndetus hardyi
Asyndetus hardyi är en tvåvingeart som beskrevs av Robinson 1964. Asyndetus hardyi ingår i släktet Asyndetus och familjen styltflugor.
Artens utbredningsområde är Texas. Inga underarter finns listade i Catalogue of Life.